# Belciana biformis
Belciana biformis är en fjärilsart som beskrevs av Walker 1858. Belciana biformis ingår i släktet Belciana och familjen nattflyn. Inga underarter finns listade i Catalogue of Life.